# Ivan Benković (nogometaš)
Ivan Benković, hrvatski je bivši nogometaš.
Za jugoslavensku reprezentaciju je zaigrao jedan put. To je bilo na utakmici 28. listopada 1923. godine protiv Čehoslovačke u Zagrebu.